# 양휘산법
《양휘산법》(중국어 간체자: 杨辉算法, 정체자: 楊輝算法, 병음: yánghuīsuànfǎ 양후이쏸파[*])은 남송 수학자 양휘가 쓴 수학서이다. 《전무비류승제첩법(田畝比類乘除捷法)》 상·하권, 《승제통변산보(乘除通變算寶)》 상·중·하권, 《속고적기산법(續古摘奇算法)》으로 구성된다.

## 한국에서의 양휘산법
《양휘산법》은 고려 말기에 수입되어 조선 시대 산학의 교재로도 쓰였던 것으로 보이는데, 《세종실록》에 세종 15년(1433년) 경주부(慶州府)에서 《양휘산법》 100권을 간행하여 진상했다는 기록이 나온다. 《경국대전》에 고시 과목으로 양휘산법이 명기되어 있으며, 중국에서도 《사고전서》(四庫全書)를 편찬하면서 《양휘산법》의 조선본을 채용하였다. 
2008년 5월 5일 고창석 전 한국고서협회 회장이 국내에서 입수한 목판본 《양휘산법》을 공개하였는데, 서지학자 천혜봉 성균관대 명예교수는 해당 《양휘산법》에 대하여 《세종실록》에서 전하는 바 세종 15년 이전에 송원본(宋元本)을 토대로 만든 번각본(飜刻本)이 분명하다고 보았다. 서울시 문화재위원회는 한 소장가가 갖고 있던 이 《양휘산법》 목판본이 보존상태가 양호한 데다 중국에서도 전해지지 않았는데 국내에서 나왔다는 점에서 가치가 큰 것으로 판단하고 2010년 문화재청에 보물 등록 신청을 하였으며 2012년 2월 22일 해당 《양휘산법》은 대한민국의 보물 제 1755호로 지정되었다.
한국의 교우사에서 2006년 동양수학대계 5로 번역 출간되었다.